# Wisconsin zászlaja
A kék címeres zászlót 1913. április 29-én adoptálták. 1981-ben a WISCONSIN szóval és az 1848 évszámmal (az Unióba való belépés dátumával) egészítették ki.
A címerpajzson a mezőgazdaság, a bányászat, az ipar és a tengeri hajózás szimbólumai láthatók. Az Egyesült Államok címere és mottója az állam lojalitására utal, a borz pedig az állam becenevére (the Badger State, azaz „Borz-állam”). A gazdaság fő ágazatait, a bányászatot és a mezőgazdaságot az ólomrudak és a bőségszaru jelképezik. A tengerész és a bányász a vízen és a szárazföldön végzett munka jelképei.